# Susanne Hedberg
Susanne Hedberg (* 26. Juni 1972) ist eine ehemalige schwedische Fußballspielerin. 
Die Mittelfeldspielerin spielte für Gideonsbergs IF und Sunnanå SK in der Damallsvenskan. Sie nahm mit der schwedischen Nationalmannschaft an den Weltmeisterschaften 1991 teil und holte mit der Auswahl durch einen 4:0-Erfolg im Spiel um den dritten Platz über Deutschland die Bronzemedaille des Turniers. Zwar kam sie viermal während des Turniers zum Einsatz, stand aber nicht im abschließenden Spiel auf dem Platz. Bei den Weltmeisterschaften 1995 stand sie erneut im Kader und bestritt zwei weitere Weltmeisterschaftsspiele. Insgesamt bestritt sie 55 Länderspiele.